# SJ-husen

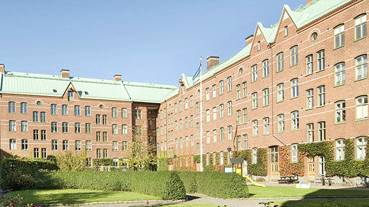
Järnvägsmännens hus Håkan, Slussgatan 12

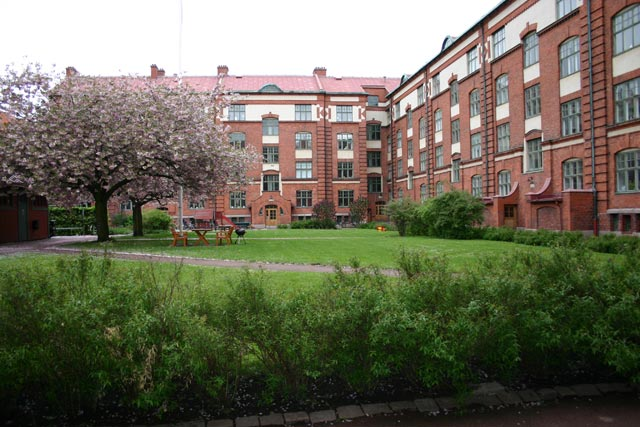
SJ huset Gustav, Slussgatan 14

SJ-husen är den populära benämningen på två bostadshus i området Slussen i Malmö, som ligger ett stenkast från kanalen och strax intill tågspåren.
SJ-husen uppfördes som bostadshus för järnvägstjänstemän, därav namnet. Det äldsta ligger i kvarteret Håkan och har adressen Slussgatan 12. Detta hus ritades av Alfred Arwidius och uppfördes mellan åren 1899 och 1901 för järnvägens anställda. Huset fick elektricitet på julafton 1918 och hade från början numrerade dassbås på gården.
Det yngre av SJ-husen, Gustav, byggdes 1906-1907. Byggherre var Statens Järnvägars Änke- och Pupillskassa och arkitekten Folke Zettervall ritade även han vanligtvis för den övre borgarklassen vilket kan ha påverkat bägge husens höga standard. Fastigheten förblev i SJ:s ägo fram till 1939.
Bägge hus är U-formade och har stora gårdar som både innehöll dass och träd när husen byggdes, en ovanlig parkliknande lösning på den tiden.
Byggnaden på fastigheten Gustav 1 (Slussgatan 14) har mycket stora kulturhistoriska värden. Att den är uppförd av Statens Järnvägar som tjänstebostäder gör den intressant ur ett samhällshistoriskt perspektiv. Byggnaden är också arkitekturhistoriskt värdefull, då den är omsorgsfullt utformad i en jugendstil med regional prägel - s.k. Malmö-jugend. Det kulturhistoriska värdet förstärks av att byggnaden är mycket välbevarad. Bland annat är de karaktäristiska spröjsade jugendfönstren ursprungliga. Originalfönstren har kvaliteter och värden som aldrig kan ersättas med nytillverkade fönster. Fönsterutformningen har stor betydelse för en byggnads uttryck och karaktär, och det är många faktorer som samverkar för att skapa fönstrets speciella egenskaper och kvaliteter: